# Markt 6 (Quedlinburg)

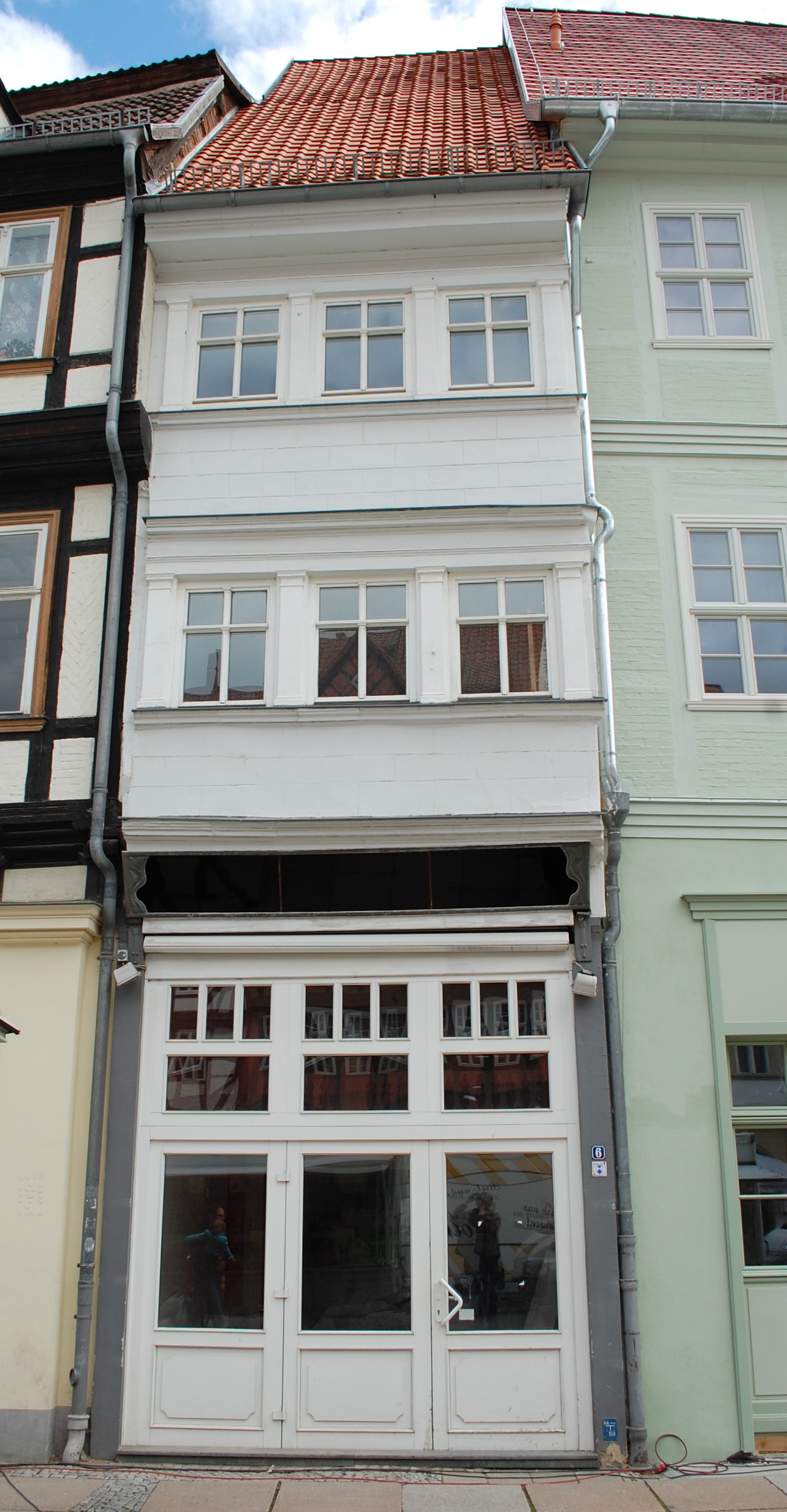
Haus Markt 6

Das Haus Markt 6 ist ein denkmalgeschütztes Gebäude in der Stadt Quedlinburg in Sachsen-Anhalt.

## Lage
Es befindet sich an der Ostseite des Marktplatzes der Stadt und gehört zum UNESCO-Weltkulturerbe. Nördlich grenzt das gleichfalls denkmalgeschützte Haus Markt 5, südlich das Gebäude Markt 7 an.

## Architektur und Geschichte
Das dreigeschossige Fachwerkhaus ist ungewöhnlich schmal und entstand in Teilen am Ende des 16. Jahrhunderts. Aus dieser Zeit stammen das steile Dach und die Fensterreihung. Die verputzte Fassade ist klassizistisch und entstand in dieser Form in der Mitte des 19. Jahrhunderts.
Im Erdgeschoss besteht ein Ladengeschäft.